# Pasji život
Pasji život (eng. A Dog's Life) je nijemi film  Charlieja Chaplina iz 1918. Bio je to prvi Chaplinov film za studio First National Films.
Uz Chaplina, kao "zvijezda filma" pojavljuje se životinja. 'Scraps' (pas) bio je junak ovog filma koji je pomogao Charlieju i Edni da pronađu put ka boljem životu. Edna Purviance glumi pjevačicu iz varijetea, a Charlie Chaplin skitnicu. Sydney Chaplin (Chaplinov brat) nastupio je u manjoj ulozi, što je bilo prvi put da se dvojica braće zajedno pojavljuju na filmu.

## Glumci
- Charles Chaplin - skitnica
- Edna Purviance - pjevačica
- Sydney Chaplin - vlasnik vagona za ručak
- Henry Bergman - debeli nezaposleni čovjek/dama iz varijetea
- Charles Reisner - službenik u agenciji za zapošljavanje
- Albert Austin - službenik u agenciji za zapošljavanje
- Tom Wilson - policajac
- M. J. McCarthy - nezaposleni čovjek
- Mel Brown - nezaposleni čovjek
- Charles Force - nezaposleni čovjek
- Bert Appling - nezaposleni čovjek
- Thomas Riley - nezaposleni čovjek
- Slim Cole - nezaposleni čovjek
- Ted Edwards - nezaposleni čovjek
- Louis Fitzroy - nezaposleni čovjek

## Vanjske poveznice
- Pasji život u internetskoj bazi filmova IMDb-a